# 拉拜库迪卡杜
拉拜库迪卡杜（Labbaikudikadu），是印度泰米尔纳德邦Perambalur县的一个城镇。总人口8820（2001年）。

## 人口
该地2001年总人口8820人，其中男性3899人，女性4921人；0—6岁人口1451人，其中男619人，女832人；识字率71.51%，其中男性为77.84%，女性为66.49%。